# Хуан де Матьєнсо
Хуан де Матьєнсо (ісп. Juan de Matienzo, справжнє ім'я Хуан де Атьєнса; 22 лютого 1520, Вальядолід, Іспанія — 15 серпня 1579, Чукісака, Перу) — іспанський і перуанський юрист і економіст, знавець інкського права й економіки Імперії Інків. Автор політико-економічного трактату «Губернаторство Перу», а також розробник теорій «вільного ринку», «вартості» та «справедливої ціни». Був головою королівської аудієнсії в Чаркасі (Болівія), до підвідомчої області якої входило місто Потосі — одне з найбільших за чисельністю населення (160 000 жителів) місто Старого та Нового Світу та найбільший світовий промисловий центр часів розробки срібних рудників у XVI — XVII століть. Висунув ідею відновлення міста Буенос-Айреса в Ріо-де-ла-Платі.

## Біографія

### Походження
Народився в сім'ї королівських чиновників: батько — ліценціат Атьєнса; про матір відомо лише її ім'я — Ана. Після десяти років свого навчання здобув науковий ступінь ліценціату права у своєму рідному місті, в Університеті Вальядолід.

### Судовий доповідач
Пропрацював 17 років (як і його батько, який пропрацював 20 років) у судовому трибуналі в Вальядоліді, де обіймав посаду доповідача. До 1559 року використовував прізвище Атьєнсо.
Написав три книги латиною з юридичних питань. У суді мав можливість познайомитися з різними знаними особами, пов'язаними з новим перуанським віцекоролівством, як-от: Агустін де Сарате, ліценціат Поло де Ондегардо, губернатор Вака де Кастро, президент і єпископ дон Педро де Ла Гаска, «умиротворювач» Перу.

### Переїзд до Америки
Зацікавившись новим королівством, 22 вересня 1558 року отримав призначення королівського оїдору в щойно створеної аудієнсії Чаркаса і Ліми, і президентом першої з них, посаду, яку він обійняв 4 квітня 1561 року в Лімі. 25 січня 1560 року сів на корабель в Санлукар-де-Баррамеда. В Архіві Індій зберігся запис про його посадку на корабель.
З порту Пайта 5 лютого 1561 року сушею доїжджає до Ліми.

### Діяльність у Перу
Займався судовою діяльністю в період губернаторства віцекоролів Конде де Ньєва і Франсіско де Толедо. Розпорядження Толедо з усіх питань соціального, економічного та організаційного плану проіснували практично незмінними протягом майже двох з половиною століть.
Він об'їздив багато міст Перу, зокрема 1564 року відвідав Куско, де запропонував свої послуги для проведення переговорів з інкою Титу Кусі Юпанки у Вількабамбі у квітні та червні 1564 року. Один з розділів його книги описує ці переговори.
Губернатор Франсіско де Толедо зробив його своїм радником і помічником. 1571 року він доручив йому відвідати місто Ла Плата.

### Очільник найбільшого промислового центру світу
Матьєнсо оселився в місті Ла Плата (пізніше називалося Чаркас, нині Сукре), куди стікалися всі багатства срібних копалень, де «в Потосі речі зазвичай коштують у чотири рази дорожче, ніж у Лімі». 1577 року Толедо призначив його головним суддею в Потосі. 1578 року брав на себе керівництво аудієнсією в Чаркасі.

### Смерть
Помер у 59 років у Чукісаці, страждаючи на подагру, простатит, манію величі та вихваляння, але оскільки його не було вдома, то для оплати витрат на поховання довелося продавати срібне начиння. Його дружина добилася від Корони пенсії у 50 % доходів суддівського чиновника після надання інформації про його заслуги.

### Сім'я
Був одружений з Аною Торо де Карріон, дочкою Хуана де Торо та Барболи де Карріон.
Мав десятеро дітей:
- Агустіна де Матьєнсо нар. прибл. 1550 року. У Чукісаці вийшла заміж за дона Ернандо де Агірре, сина знаменитого завойовника Чилі і Тукумана.
- Каталіна де Матьєнсо, нар. до 1559 року. Проживала в Чукісака. Вийшла заміж за генерала дона Хуана Седано де Рівера (з роду графів де Алькала), завойовника провінції Чичас[10].
- Франсіско де Матьєнсо нар. до 1559 року
- Дочка 4? (Матьєнсо або Атьєнса) нар. до 1559 року
- Дочка 5? (Матьєнсо або Атьєнса) нар. до 1559 року
- Дочка 6? (Матьєнсо або Атьєнса) нар. до 1559 року
- Бернардо де Матьєнсо нар. після 1559 року
- Гаспар де Матьєнсо нар. прибл. після 1559 року
- Дочка 9 Матьєнсо [Атьєнса] нар. після 1559 року
- Дочка 10? (Матьєнсо або Атьєнса) нар. після 1559 року[11]

## Твори
Твори Хуана де Матьєнсо
- з юриспруденції:
  - манускрипт «Dialogus relatoris et advocati»
  - посмертно видана в Мадриді книга «Commentaria Ioannis Matienzo Regii senatoris in cancellaria Argentina Regni Peru in librum quintum recollectionis legum Hispaniae». — Mantuae Carpentanae: Excudebat Franciscus Sanctius, 1580. — [75], 486 p. ; 32 cm".
- з політики та державного управління:
  - «Gobierno de Perú» (1567)- трактат про політичне право, управління та економіку. До книги також додано глосарій, з 343 записами: де зустрічаються індіанські топоніми мовами кечуа, аймара, пукіна; мовах Мексики й Антильських островів.
  - «Memorial sobre la estabilidad y expansión de la provincia de los Charcas»
  - «Estilo de Cancillería».
  - «Carta a S.M. del Oidor de Charcas, Lic. J. de M.»- у книзі «Relaciones geográficas de Indias. Ministerio de Fomento», Перу. том II, додатки, сс XLI-XLVIII. Madrid. 1885.

Саме у «Commentaria» Матьєнсо викладає головні думки економічного характеру та юридичне трактування теорії вартості та справедливої ціни (у Томи Аквінського «справедлива ціна» — ціна, яка дозволяє відшкодувати витрати), що враховує морально-теологічний компонент Томаса де Меркадо (економіст і теолог Саламанської школи). З цієї причини Оресте Попеску приписує йому заснування «школи кількісно-економічної думки» в Чукісаці.

## Економічні теорії

### Теорія вартості та справедлива ціна
Матьєнсо виділив поняття справедливої ціни, ґрунтуючись на класичних доктринах схоластики щодо «загальної оцінки» на ринку з повною свободою дії. По суті, «правомірну» ціну (так звана «встановлена», «тверда ціна») Матьєнсо бере до уваги у випадках, коли «тверда ціна» може завдавати збитків економічній діяльності. До того ж він відкидає теорію «вартість-праця», основану на витратах виробництва, стверджуючи, що речі не мають об'єктивної вартості власними силами, оскільки існують інші фактори, що визначають вартість, як-от: необхідність, корисність, зацікавленість осіб, брак товару (дефіцит) або простота в його використанні.
Тому Матьєнсо схиляється до теорії суб'єктивної вартості товарів («загальна оцінка») і провадить різницю між початковою вартістю (внутрішньо властивою) і придбаною вартістю. Перша показує саму природу товару — якусь «сутнісну» вартість, що містить з цієї причини витрати виробництва. Сюди також включено корисність. Друга встановлена за «загальною оцінкою» і включає необхідність у товарі та його нестачу.

### Морфологія ринку
Його теорія суб'єктивізму вартості призводить до розрізнення елементів попиту та пропозиції всередині ринку. Матьєнсо використовує термін «конкуренція», щоб описати суперництво всередині вільного ринку, що своєю чергою дає визначення поняття публічних торгів і суперництва покупців і продавців.
Але є й інші чинники, крім попиту й пропозиції, які впливають на визначення справедливої ціни, і описують таку варіативну морфологію ринку, а саме:
- достаток або нестача товарів
- достаток покупців та продавців
- необхідність у якомусь товарі
- робота та витрати виробництва
- перетворення сировини
- витрати на транспорт та на його знос
- достаток або брак грошей
- географічні та погодні фактори
- суб'єктивна думка учасників ринку
- наявність чи відсутність монопольних структур
- очікування майбутнього стану всіх перерахованих вище факторів

Дослідник Оресте Попеску зауважує з приводу всього цього списку, витягнутого з праць Матьєнсо, що «Європа навіть не була готова плідно використовувати подібний скарб знань».